# Kulun (See)
Der Kulun (kirgisisch Кулун) ist ein Bergsee in den Vorbergen südlich des Ferghanagebirges im Rajon Karakuldscha des Gebietes Osch in Kirgisistan.
Der Kulun wird durch einen natürlichen Gesteinsdamm aufgestaut. Der See liegt auf einer Höhe von 2856 m. Er erstreckt sich über eine Länge von 4,6 km in Ost-West-Richtung. Die Wasserfläche beträgt 3,25 km². Die maximale Tiefe liegt bei 91 m. Der Kulun, ein Zufluss des Qoradaryo-Quellflusses Tar, entwässert den See nach Westen.